# Trau tráu
Trau tráu (tiếng Thái: สารภี, saraphi) (danh pháp khoa học: Mammea siamensis) là loài thực vật có hoa thuộc họ Calophyllaceae được T. Anders. mô tả lần đầu năm 1867, tuy nhiên danh pháp này vẫn còn nằm trong trình trạng chưa giải quyết.
Nó là một cây có lá quanh năm, hoa thơm màu vàng hoặc trắng, trái hình bầu dục nhỏ. Nó có ở Thái Lan và Lào, nơi nó được gọi là "salapee"; cũng như ở Việt Nam và Campuchia. Thứ của nó Mammea siamensis var. odoratissimus ở Việt Nam có tên là bạch mai hay mai mù u.